# Golfo di Morbihan

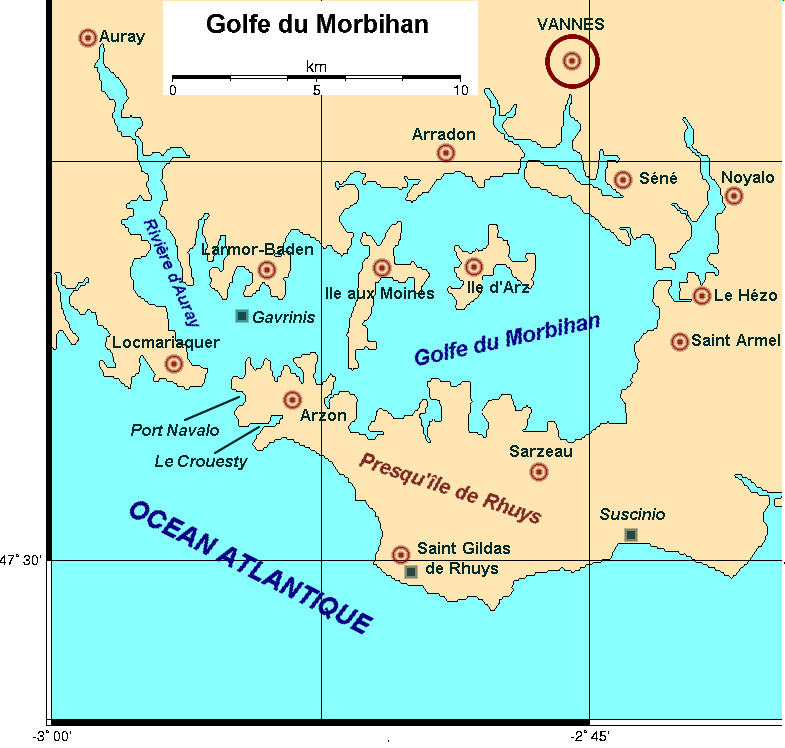
Mappa del golfo

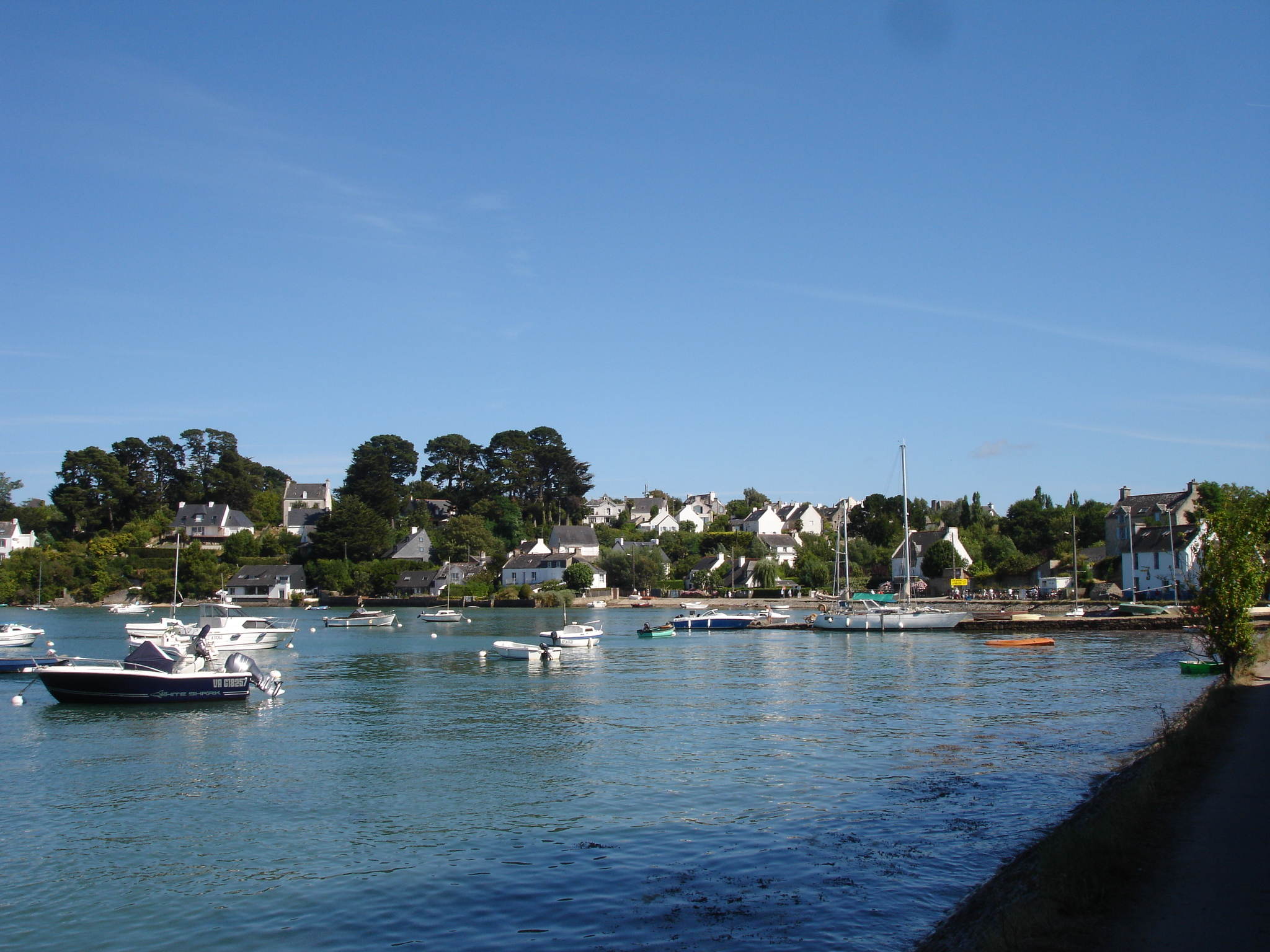
Il porto de l'Île aux Moines

Il golfo di Morbihan è un golfo che si trova nel dipartimento francese del Morbihan e che si apre sulla baia di Quiberon, in Oceano Atlantico. Il suo nome bretone Mor bihan significa "piccolo mare". Intorno al golfo e tutto un proliferare di monumenti megalitici. Vi sono molti dolmen, piramidi a gradoni con camere sotterranee, cerchi di pietre oltre che a numerosi menhir di grandi dimensioni. L'area meglio conosciuta della zona in senso archeologico è indubbiamente Carnac, i cui allineamenti megalitici si estendono per dieci chilometri. Altri ritrovamenti rilevanti sono quelli dell'isola Gavrinis, una piccola isola del golfo, ove le rovine sono state datate al 3300 a.C., 200 anni prima di Stonehenge.

## Geografia

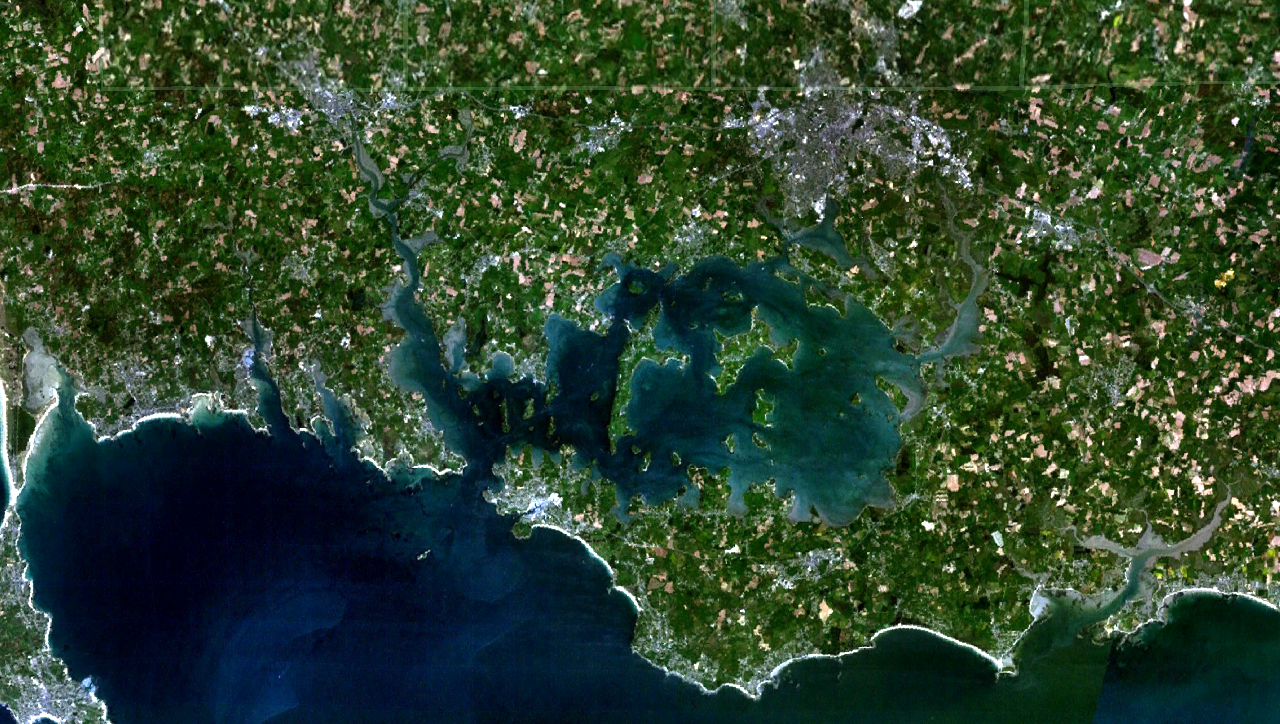
Immagine dal satellite

Il golfo è lungo circa 20 km da est a ovest e largo 15 da nord a sud; è collegato alla baia di Quiberon attraverso uno stretto braccio di mare fra Locmariaquer e Port Navalo (Arzon). Il golfo riceve le acque di quattro principali corsi d'acqua: l'Auray, il Vincin, la Marle e il Noyalo. 
Un terzo della superficie del golfo (circa 40km²) è costituita da piane di marea (in particolare verso sud-est), dalle quali il mare si ritira durante la bassa marea. Esso è separato dalla baia di Quiberon dalla penisola di Rhuys e comunica con la baia solo tramite uno stretto braccio di mare largo meno di un chilometro tra le punte di Port-Navalo (comune di Arzon) e Kerpenhir (comune di Locmariaquer). Questo fa sì che vi si trovino forti correnti di marea, visibili in superficie con il caratteristico aspetto torrentizio. Il mare entra ed esce da questo stretto ad una velocità che può raggiungere i 9 nodi, rendendolo la seconda corrente, per intensità, più forte d'Europa. 
La corrente fra le isole Berder e Jument, può raggiungere anche i 9,1 nodi. Nel fiume Auray, fra la Punta del Blair e il Grand Huernic le correnti non superano i 4 nodi..

Panorama sul golfo del Morbihan con la bassa marea.

A causa dello stretto imbocco il ciclo di marea subisce un ritardo rispetto a quello del mare aperto ed è dotato di notevole inerzia: così, quando nella baia di Quiberon la marea è al massimo tidale al fondo del golfo, nel porto di Vannes e a Séné il flusso continua a riempire ed il livello del mare a salire. La marea è alta a Vannes circa un'ora e quarantacinque minuti dopo che ha raggiunto il suo culmine a Port-Navalo. Inoltre vi è anche un ritardo tra l'alta marea all'ingresso del golfo e quella nella baia di Quiberon: il culmine della marea a Port-Navalo si ha circa mezz'ora dopo quella al centro della baia.
Il fenomeno inverso si nota ovviamente con la bassa marea. Peraltro la corrente di marea è in stallo quando il livello del mare dal lato opposto del golfo sta raggiungendo il suo apice; in certi momenti si può osservare un flusso calante a Port-Navalo mentre il golfo continua a riempirsi. Inoltre le correnti di flusso e riflusso non sono regolari, perché interagiscono all'interno del golfo, creando numerose "controcorrenti". Interessante a questo proposito il salto d'acqua che si crea sul passaggio pedonale per raggiungere l'isola di Berder da Larmor Baden.

### Le isole del golfo

Mappa del golfo con isole ed isolotti

Le golfo è punteggiato da numerose isole (da 30 a 40, a seconda di come le si vuol definire) e isolotti. Secondo la leggenda il golfo sarebbe stato creato dalle lacrime delle fate cacciate dalla vicina foresta di Paimpont, le quali vi avrebbero poi gettato le loro corone, che si sarebbero trasformate in isole ed isolotti.
Solo due sono le isole con una superficie ed una popolazione degne di nota: l'Île aux Moines e l'île d'Arz. Si tratta di comuni francesi, essendo le altre isole proprietà privata o, in certi casi, dello Stato (come la riserva ornitologica di Saint-Colombier).

## Fauna e flora
Le piane di marea e le paludi del golfo hanno favorito lo sviluppo di un ecosistema variegato, specialmente per la presenza di un basso fondale erboso di zostere, che contribuiscono a stabilizzare il terreno, a ridurre la torbidità dell'acqua, a favorirne l'ossigenazione e la produzione di fitoplancton e costituisce un rifugio naturale per la riproduzione. Ma il golfo è rinomato soprattutto per il suo interesse ornitologico. Oltre alle varie specie di gabbiani, la zona ospita numerose specie di uccelli migratori, delle quali ospita nella stagione invernale, dai 60.000 ai 130.000 esemplari:
- Oche colombaccio
- Anatre: fischioni, alzavole, germani reali, volpoche, codoni comuni
- Trampolieri: limose, aironi cinerini, spatole bianche, garzette, ibis sacri

## Comuni del golfo
Due comuni del golfo sono quelli già citati e costituiti da altrettante isole. Si affacciano invece lungo la sua costa i comuni di:
- Arradon
- Arzon
- Auray
- Baden
- Larmor-Baden
- Le Bono
- Le Hézo
- Locmariaquer
- Noyalo
- Plougoumelen
- Saint-Armel
- Saint-Gildas-de-Rhuys
- Sarzeau
- Séné
- Theix
- Vannes

## I porti del golfo
Sul golfo si affacciano numerosi porti turistici:
| Nome                   | Comune           | Note |
| ---------------------- | ---------------- | ---- |
| Port-Anna              | Séné             |      |
| Port de Bararac'h      | Séné             |      |
| Port de Béluré         | Île-d'Arz        |      |
| Port-Blanc (Baden)     | Baden            |      |
| Port du Bono           | Le Bono          |      |
| Imbarcadero di Conleau | Vannes           |      |
| Port Saint-Goustan     | Auray            |      |
| Port de Larmor-Baden   | Larmor-Baden     |      |
| Port du Lério          | Île-aux-Moines   |      |
| Port de Locmariaquer   | Locmariaquer     |      |
| Port du Logéo          | Sarzeau          |      |
| Port-Navalo            | Arzon            |      |
| Port de Plougoumelen   | Plougoumelen     |      |
| Passage Saint-Armel    | Saint-Armel/Séné |      |
| Port de Vannes         | Vannes           |      |